# Giuseppe Versaldi
Giuseppe Versaldi (ur. 30 lipca 1943 w Villarboit) – włoski duchowny rzymskokatolicki, doktor prawa kanonicznego, biskup diecezjalny Alessandrii w latach 2007–2011, arcybiskup ad personam od 2011, przewodniczący Prefektury Ekonomicznych Spraw Stolicy Apostolskiej w latach 2011–2015, kardynał od 2012 (najpierw w stopniu diakona, w 2022 promowany do stopnia prezbitera), prefekt Kongregacji Edukacji Katolickiej w latach 2015–2022.

## Życiorys
Święcenia kapłańskie przyjął 29 czerwca 1967. W 1972 został wysłany na studia do Rzymu. Studiował psychologię i prawo kanoniczne na Papieskim Uniwersytecie Gregoriańskim. Z prawa kanonicznego uzyskał doktorat. Powrócił do Vercelli w 1976, gdzie zajął się pracą w diecezjalnej poradni dla rodzin. W tym samym czasie uczęszczał na kursy organizowane przez Rotę Rzymską. Swój stopień prawniczy uzyskał w 1980. W 1977 powierzono mu parafię Larizza. W 1980 rozpoczął nauczanie prawa kanonicznego i psychologii na Papieskim Uniwersytecie Gregoriańskim. Pięć lat później, Stolica Apostolska przedstawiła go jako kandydata do członkostwa w szeregach Sygnatury Apostolskiej - co zaowocowało jego nominacją w 1990. 25 marca 1994 arcybiskup Tarcisio Bertone powołał go na stanowisko wikariusza generalnego Vercelli. Został mianowany biskupem Alessandrii 4 kwietnia 2007. 26 maja 2007 otrzymał w tamtejszej katedrze sakrę biskupią, zaś ingres odbył się 10 czerwca 2007.
15 lipca 2009, wraz z czterema innymi biskupami został wyznaczony do wizytacji Legionu Chrystusa w celu zbadania ewentualnych nieprawidłowości w działaniu zgromadzenia. Papież przydzielił mu opiekę nad włoską częścią zakonu, klasztorami w Izraelu, Korei Południowej i na Filipinach.
21 września 2011 mianowany przewodniczącym Prefektury Ekonomicznych Spraw Stolicy Apostolskiej. Zastąpił na tym stanowisku kardynała Velasio De Paolisa. 6 stycznia 2012 ogłoszona została jego kreacja kardynalska, której papież Benedykt XVI dokonał oficjalnie na konsystorzu w dniu 18 lutego 2012.
Brał udział w konklawe 2013, które wybrało papieża Franciszka. Ten sam papież 31 marca 2015 mianował go prefektem Kongregacji Edukacji Katolickiej.
4 marca 2022 papież Franciszek promował go do rangi kardynała prezbitera z zachowaniem dotychczasowej diakonii na zasadzie pro hac vice.
30 lipca 2023 w związku z ukończeniem 80 lat utracił prawo udziału w konklawe.